# Agarakajor
Agarakajor (in armeno Ագարակաձոր?) è un comune di 1 298 abitanti (2008) della Provincia di Vayoc’ Jor in Armenia.